# Bolótovo
Bolótovo (en rus: Болотово) és un poble de l'óblast de Tula, a Rússia, segons el cens del 2010 tenia 32 habitants.